# Amantes
Pour le peuple celte de Pannonie, voir Amantes (Pannoniens).
Amantes est un recueil de poèmes de Nicole Brossard, paru en 1980.
L'ouvrage est réédité aux éditions de l'Hexagone en 1998.
Le recueil s'ouvre sur une citation de Monique Wittig :
« Parmi les nombreuses fêtes que célèbrent les amantes, il en existe une, dite fête d'amour, qui peut prendre toutes sortes de formes. Les fêtes d'amour sont en général une célébration mutuelle de deux amantes ou de plusieurs amantes. »
Il contient les poèmes Le Barbizon, La Tentation, Vision, Vertige, Sommeil, L'Excès et Ma Continent.

## Enregistrement
Lecture intégrale par l'auteur aux éditions Artalect en 1989, rééditée par Artalect, coll. « Art & lectures », en 2004.